# Jo Squillo
Jo Squillo, pseudonimo di Giovanna Maria Coletti (Milano, 22 giugno 1962), è una cantautrice, conduttrice televisiva e attivista italiana.
Affermatasi in un primo momento come esponente della musica punk rock insieme alle Kandeggina Gang, si è progressivamente spostata verso la dance pop ottenendo un forte successo con il brano Siamo donne, presentato al Festival di Sanremo 1991 insieme a Sabrina Salerno. Negli anni '90 ha avviato  una carriera anche nel mondo della televisione, conducendo o partecipando a vario titolo a numerose trasmissioni nel corso degli anni. Negli anni 2000 ha fondato un canale satellitare chiamato Class TV Moda. Fin dagli inizi della sua carriera è stata inoltre attivista per svariate tematiche, tra cui femminismo ed ecologismo.

## Biografia

### Fine anni settanta: gli esordi punk
Esordisce non ancora maggiorenne come esponente del movimento punk italiano. La sua prima incisione risale al 1980 con l'etichetta Cramps, per la quale pubblica il 45 giri Sono cattiva/Orrore in qualità di membro del gruppo interamente al femminile Kandeggina Gang, nome scelto per simboleggiare la pulizia radicale che il gruppo si proponeva di fare con la tradizione musicale. Il gruppo, che si era precedentemente formato all'interno del centro sociale Santa Marta di Milano, è caratterizzato da forti accenti anti-maschilisti, che non mancavano di ribadire durante le loro esibizioni dal vivo, come quella del marzo 1980, durante la quale lanciarono dei Tampax macchiati di rosso su uno scioccato pubblico di Piazza Duomo, a Milano.
Nel giugno 1980 Jo Squillo è capolista del Partito Rock, che arriva a presentarsi alle elezioni comunali. Un anno dopo, nel 1981, passa alla casa discografica indipendente 20th Secret, appena fondata, per la quale pubblica l'LP solista Girl senza paura, contenente 16 brani punk rock. Con questo disco conferma il suo talento ribelle e rivela un forte spirito anarchico, in linea con le avanguardie del periodo. L'artista ottiene un buon riscontro a livello commerciale sia in Italia che all'estero, soprattutto in Germania. In questo album confluiscono alcune incisioni precedenti, come il suo primo successo Skizzo skizzo, nel cui videoclip finge di rapire il cantante popolare Christian, a simboleggiare il rinnovamento radicale e violento che la sua musica propone. Fra i brani inclusi nell'album figurano Violentami e Orrore canzoni che in quel periodo suscitarono scalpore.

### Anni ottanta: New wave e Italo disco

Jo Squillo nel giugno 1983 a Discoring mentre presenta la canzone Avventurieri.

Nel corso degli anni ottanta Jo Squillo sperimenta diverse correnti musicali, abbracciando il movimento new wave tipico di quegli anni. Nel 1982 incide il 45 giri Africa, dedicato a Nelson Mandela, e collabora con il gruppo dei Kaos Rock, guidato dal suo compagno storico, Gianni Muciaccia, con i quali contribuirà all'album Shake. Nel 1983 pubblica il singolo Avventurieri con cui partecipa al Festivalbar, il cui video musicale viene girato sul vulcano Etna in eruzione. Degna di nota è l'interpretazione, per via di un look assai anticonformista, di un complesso tatuaggio sul viso e l'argomento 'spaziale' della canzone, che vengono resi al massimo in un'esibizione a Discoring del giugno 1983. L'anno successivo incide un secondo album Bizarre, il quale è orientato verso sonorità italo disco. Il disco include la hit I Love Muchacha (scritta in quattro lingue diverse, italiano, francese, spagnolo e tedesco) e anche con questo brano partecipa con successo al Festivalbar. Dall'album viene realizzato un video sperimentale sul brano omonimo Bizarre su polaroid manipolate di Antonio Contiero e la regia di Alessandro Furlan, tratto dal fumetto Soft Streams pubblicato sulla rivista Frigidaire da un testo di Carmen Covito.
Oltre al già citato singolo I Love Muchacha, pubblicato anche in Spagna e in Germania, un buon successo è rappresentato nel 1985 dal brano Roulette, con cui partecipa al Festivalbar. Un periodo più impegnato la vedrà presentare prima un brano in latino e inglese, O fortuna, rilettura dei Carmina Burana e un nuovo disco dance che porta al Festivalbar 1987, mentre nel 1988 pubblica l'album Terra magica un album alle tematiche ecologiste; l'album viene dedicato al suo maestro Demetrio Stratos. Nel 1989 partecipa a Sanremo Rock e si esibisce nella serata in cui sono presenti ospiti internazionali. Nel 1990 partecipa per la quinta volta al Festivalbar con il brano dance Whole Lotta Love, pubblicato sia come singolo che come disco mix. Il brano viene incluso nel suo quarto album Tracce 80/90, che contiene i singoli incisi nel corso del decennio degli anni '80, più qualche inedito.

### Anni novanta: svolta pop e carriera televisiva

Sabrina Salerno e Jo Squillo cantano Siamo donne al Festival di Sanremo 1991.

Nel 1991 ottiene un grande successo partecipando al Festival di Sanremo, in coppia con Sabrina Salerno, con la canzone Siamo donne, scritta di suo pugno. Nello stesso anno debutta come conduttrice televisiva presentando su Antenna 3 il programma musicale Scorribande. 
L'anno successivo viene nuovamente selezionata per partecipare a Sanremo per poi venire esclusa dalla manifestazione quando si scopre che la sua Me gusta il movimento non è un brano inedito; viene sostituita dal celebre cantautore e conduttore televisivo toscano Enzo Ghinazzi in arte Pupo con la canzone rivolta a Gesù a causa dei tanti momenti di crisi che stava attraversando nella sua carriera artistica e anche nella sua vita umana, La mia preghiera. 
Sempre nel 1992 esce l'album Movimenti, prevalentemente orientato verso sonorità pop e dance, con un discreto risultato di vendite. Nell'estate dello stesso anno si esibisce con il singolo promozionale Aria in varie trasmissioni televisive. Sempre nel 1992 recita nel film di Pier Francesco Pingitore Gole ruggenti, dove canta la canzone Timido, inclusa nell'album Movimenti, e il 29 maggio conduce con Paolo Bonolis Caccia al ladro su Canale 5.
Nel 1993 si dedica prevalentemente alla televisione conducendo i seguenti programmi: Il grande gioco dell'oca per Rai 2, il Festival di Castrocaro e Sanremo famosi per Rai 1. Partecipa inoltre al Festival di Sanremo con la canzone Balla italiano, contenuta nell'omonimo album pubblicato dopo la manifestazione canora. Nell'album è inclusa anche il brano Voglio un microfono, presentato durante l'estate al Cantagiro di quell'anno e sigla del programma radiofonico (dall'omonimo titolo) che ha condotto su Radio Dimensione Suono. Sempre in quest'anno lavora per lo storico giornale per ragazzi Intrepido, in cui viene scelta per rispondere alla posta dei lettori ed è protagonista di una striscia di fumetti intitolati Le avventure di Jo Squillo.
Nel 1994 pubblica un altro album, 2p LA - xy=(NOI), più semplicemente noto come Noi, in seguito alla partecipazione alla seconda edizione del Festival italiano di Canale 5, con la canzone Potresti essere tu. Il disco è stato promosso in varie trasmissioni con i brani Andiamo su, e Mille storie estratti come singoli promozionali. Nello stesso anno presenta nuovamente il Festival di Castrocaro su Rai 1.
Negli anni seguenti pubblica soltanto CD singoli e qualche raccolta, con una distribuzione molto limitata, concentrandosi prevalentemente sulla carriera televisiva. Nel 1995 conduce Bit Trip per la TV svizzera. Nel 1996 conduce per Rai 1 il programma di moda Kermesse, e pubblica il cd singolo Non vedo l'ora, duetto con il rapper Luca T. Nel 1997 presenta Una città per cantare per Rete 4. Nello stesso anno sperimenta il nuovo genere musicale Jungle pubblicando il cd singolo Jo In The Jungle, contenente una cover della canzone (You Make Me Feel Like) A Natural Woman di Aretha Franklin. Dal 1999 presenta per Rete 4 il programma settimanale TV Moda, dedicato al mondo delle moda, che segnerà negli anni a venire una svolta definitiva nella carriera di Jo Squillo.

### Anni duemila: l'affermazione diTV Moda

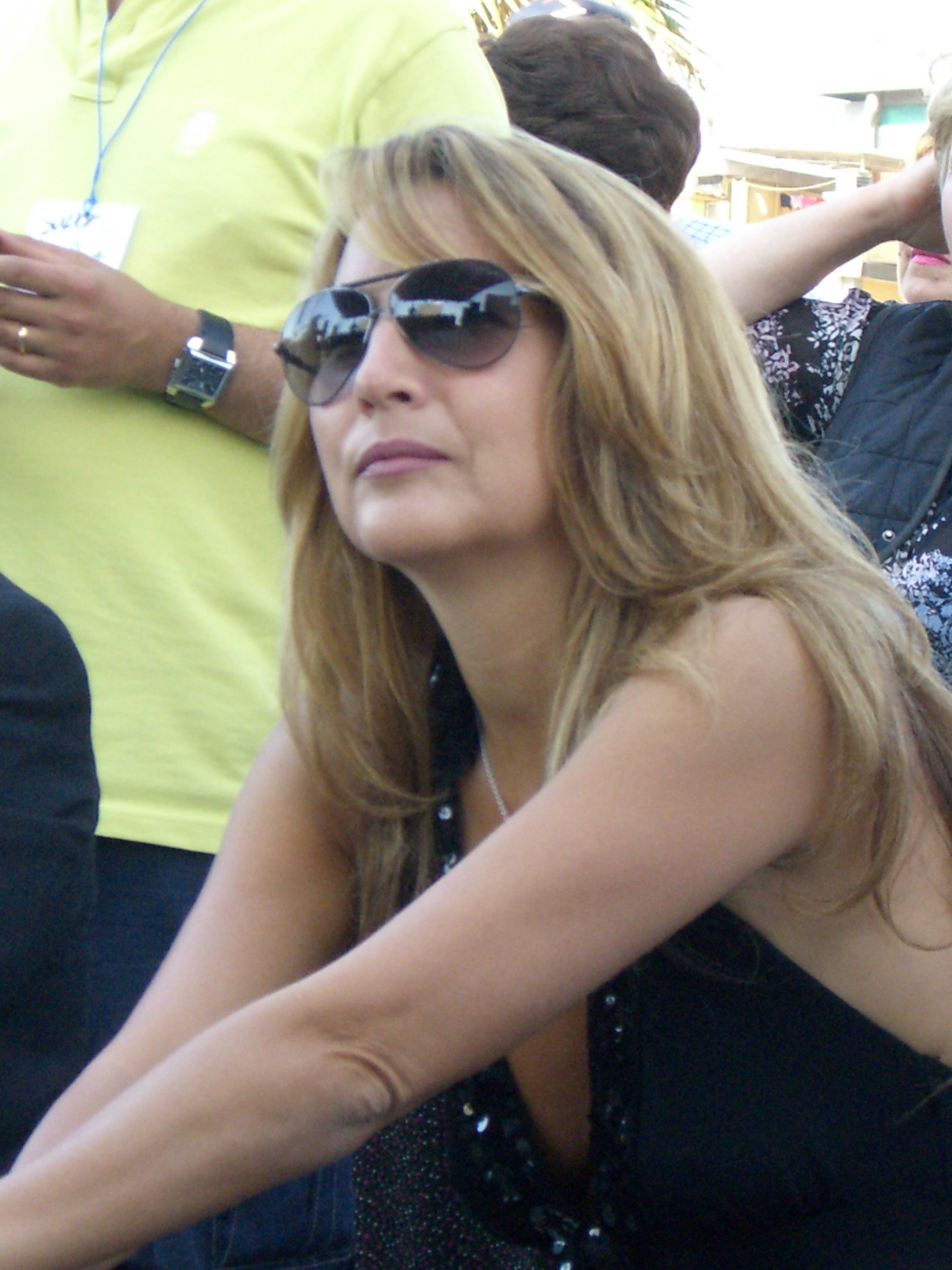
Jo Squillo nel 2008.

Dopo tre anni di assenza di pubblicazioni discografiche, nel 2000 pubblica il cd singolo Donne al sole. Nello stesso anno è la presentatrice della prima edizione del Festival Show, manifestazione canora organizzata da Radio Birikina. All'inizio del 2002 fonda e diventa direttrice di un canale satellitare intitolato appunto TV Moda cui vengono trasmess esclusivamente sfilate, interviste, eventi e reportage dalle capitali della moda a cui la cantante prende parte; nel 2007 il canale entra a far parte del gruppo Class Editori, cambiando il nome in Class TV Moda.
Nell'estate del 2003 incide una cover dance del brano Can't Take My Eyes Off You, che viene pubblicata come cd singolo. Negli anni successivi incide diverse canzoni accompagnate da video musicali utilizzate come sigle di TV Moda, che però non verranno pubblicate come singoli; fra di esse si segnalano i brani Il sogno, Potere all'anima, Fammi entrare, 24055 occupato 6 e Un altro amore è possibile. Nel 2005 prende parte come concorrente alla seconda edizione del reality show La fattoria, condotta da Barbara D'Urso su Canale 5, dove prende iniziative contrarie al regolamento della trasmissione tra cui l'organizzazione di digiuni collettivi e meditazioni di gruppo, nonché occupando una delle zone a lei proibite (la casa del fattore, a cui non aveva diritto d'accesso), venendo squalificata.
Nel 2009 realizza una nuova versione dance di Siamo donne, con la quale ha partecipato alla prima edizione dello show di Rai 1 Ciak... si canta! e al concerto benefico organizzato da Laura Pausini allo Stadio San Siro di Milano Amiche per l'Abruzzo, il 21 giugno 2009. Dopo dieci anni di messa in onda su Rete 4, a partire dalla stagione televisiva 2009-2010 TV Moda viene spostato su Italia 1, nella fascia mattutina.

### Anni duemiladieci: attivismo per i diritti delle donne e progetti musicali e televisivi
Nel 2010 Jo Squillo incide la canzone La vita è femmina, utilizzata come sigla di TV Moda e di Doppio femminile, programma radiofonico condotto da lei su Rai Radio 1 assieme a Maria Teresa Lamberti dal 2010 al 2014; la canzone, assieme a un secondo brano intitolato 6 la più bella storia della mia vita anche questa utilizzata come sigla di TV Moda, viene inserita all'interno della compilation Tv Moda Compilation Vol. 1, pubblicata il 28 febbraio 2011. Il 28 giugno dello stesso anno pubblica un singolo dance intitolato Never Get Down, prodotto da Ben DJ e accompagnato da un video musicale. Da settembre 2011 TV Moda va in onda sulle reti Mediaset in una formula rinnovata dal titolo ModaMania. Nel febbraio 2012 pubblica il suo settimo album, intitolato Siamo donne e composto interamente da canzoni sull'universo femminile: l'album è composto da sei cover di altri artisti e quattro sue canzoni pubblicate negli anni duemila. Da dicembre dello stesso anno presenta inoltre il magazine Mode, in onda in terza serata su Rai 2 per quattro stagioni fino al 2015.
Da giugno 2013 allarga il suo impegno da attivista per i diritti delle donne ideando e organizzando il progetto "Wall of Dolls", un'installazione permanente in Via Edmondo De Amicis a Milano per denunciare il femminicidio e la violenza sulle donne; negli anni successivi altri "Muri delle bambole" vengono allestiti a Roma, Venezia e altre città italiane, e ogni anno in occasione della Giornata internazionale per l'eliminazione della violenza contro le donne Jo Squillo è organizzatrice di eventi e manifestazioni al riguardo. Dal 2016 inoltre è ideatrice e regista di documentari sul tema che vengono annualmente durante i più importanti festival cinematografici italiani: Wall of Dolls alla Festa del Cinema di Roma 2016, Futuro è donna al Festival del Cinema di Venezia 2017, Donne & Libertà al Festival del Cinema di Venezia 2018 e Donne in prigione si raccontano al Festival del Cinema di Venezia 2019.
In campo musicale, nel 2013 e nel 2014 incide due brani dance in lingua inglese, rispettivamente Free Your Love e I Don't Need You (Save the Woman), i cui videoclip vengono utilizzati come sigle di chiusura di ModaMania per quegli anni. Nell'autunno del 2014 è nel cast di Domenica in fra i cantanti del talent show interno al programma intitolato Ancora volare, in coppia con la cantante emergente Carolina Russi. Nel febbraio 2015 viene ristampato in vinile limitato dall'etichetta discografica Spittle Records il primo album dell'artista, Girl senza paura. L'8 marzo dello stesso anno, in occasione della giornata internazionale della donna, pubblica il video musicale di una nuova canzone contro la violenza sulle donne dal titolo La gabbia dell'amore, nuova sigla di chiusura di ModaMania.

Jo Squillo nel videoclip di Spinball

Il 21 giugno 2016 pubblica un singolo di genere deep house dal titolo Spinball, accompagnato da un video musicale pubblicato lo stesso giorno. Il 21 luglio del 2017 pubblica un singolo di genere EDM intitolato Break It Off, accompagnato dal rispettivo videoclip. Nell'estate del 2018 annuncia sui propri social network l'uscita di una nuova canzone dance intitolata Happy Weekend: il brano tuttavia non viene pubblicato come singolo, ma viene utilizzato come sigla di chiusura di ModaMania. Da settembre entra a far parte del cast della settima edizione di Detto fatto, condotto da Bianca Guaccero su Rai 2, come esperta di moda; a gennaio 2019 lascia la trasmissione per tornare a Mediaset e prendere parte come concorrente alla quattordicesima edizione del reality show L'isola dei famosi, in onda su Canale 5, dove è costretta a ritirarsi dopo un mese di permanenza a causa di un infortunio. Nella stagione televisiva 2019-2020 riprende la collaborazione con Detto fatto come tutor ed esperta di moda. Dal 2019 è testimonial ufficiale dei City Angels.

### Anni duemilaventi
Dal 24 marzo al 17 maggio 2020, a causa dell'isolamento in tutta Italia imposto dalla pandemia di COVID-19, dà vita ad una serie di DJ set a cadenza quotidiana intitolati Jo in the House, in diretta su Instagram da casa sua, che ottengono alti numeri di visualizzazioni catalizzando l'attenzione mediatica del periodo. Il 22 marzo 2021, in occasione del trentennale del brano Siamo donne, realizza assieme a Sabrina Salerno un nuovo videoclip del brano in collaborazione con Netflix, per promuovere la serie televisiva Sky Rojo, di cui vengono mostrati diverse scene all'interno del videoclip; la nuova versione del brano utilizzata per il video, cantata però solamente da Jo Squillo, viene pubblicata come singolo il 2 aprile 2021. Il 3 settembre 2021 presenta fuori concorso alla 78ª Mostra internazionale d'arte cinematografica di Venezia il documentario da lei ideato e prodotto Matrimoni forzati. Dal 17 settembre al 5 novembre 2021 partecipa come concorrente della sesta edizione del Grande Fratello VIP, dove viene eliminata nel corso della sedicesima puntata. Il 4 novembre 2022 canta Siamo donne a Tale e quale show insieme a Alessandra Mussolini nelle vesti di Sabrina Salerno; l’anno seguente è una delle concorrenti dello stesso programma.

## Discografia

### Discografia con le Kandeggina Gang

#### Singoli
- 1980 – Sono cattiva/Orrore

### Discografia solista

#### Album
- 1981 – Girl senza paura
- 1984 – Bizarre
- 1988 – Terra magica
- 1992 – Movimenti
- 1993 – Balla italiano
- 1994 – 2p LA ± xy = (NOI)
- 2012 – Siamo donne

#### Raccolte
- 1990 – Tracce 80/90
- 1998 – Siamo donne e altri successi

#### Singoli
- 1981 – Skizzo Skizzo/Energia interna come "Jo Squillo Eletrix"
- 1982 – Africa/Muoversi come "Jo Squillo Eletrix"
- 1983 – Avventurieri/Voodoo come "Jo Squillo Eletrix"
- 1984 – I Love Muchacha/Bizarre come "Jo Squillo & Kaos"
- 1985 – Roulette/My Love Has No Time come "Jo Squillo & Kaos"
- 1987 – O fortuna/Metallica
- 1988 – Diavolo/Non sei l'immagine che ho di te
- 1988 – Terra magica/Tu non mi cucchi più
- 1990 – Whole Lotta Love
- 1991 – Siamo donne (con Sabrina Salerno)
- 1992 – Me gusta il movimento
- 1993 – Balla italiano
- 1996 – Non vedo l'ora (con Luca T)
- 1997 – (You Make Me Feel Like) A Natural Woman
- 2000 – Donne al sole
- 2003 – Can't Take My Eyes Off You
- 2011 – Never Get Down
- 2016 – Spinball
- 2017 – Break It Off
- 2021 – Siamo donne (2021 Version)
- 2022 – Non sei sola (Bambole di pezza feat. Jo Squillo)

#### Singoli promozionali
- 1984 – Dammi pace (esplosioni d'amore)/Indiana Jones come "Jo Squillo & Kaos"
- 1992 – Aria
- 1994 – Andiamo su

#### Partecipazioni
- 1982 – Ombre oscure, Shake in Shake dei Kaos Rock
- 2003 – Potere all'anima in Rock Targato Italia 2003
- 2011 – 6 la più bella storia della mia vita, La vita è femmina in TV Moda Compilation Vol. 1

#### Videoclip
- 1981 – Skizzo Skizzo
- 1983 – Avventurieri
- 1984 – Bizarre
- 1988 – Terra magica
- 1991 – Siamo donne
- 1997 – You Make Me Feel (Like a Natural Woman)
- 1999 – 24055 0ccupato 6
- 2000 – Donne al sole
- 2003 – Can't Take My Eyes Off You
- 2003 – Lady Marmalade
- 2003 – Potere all'anima
- 2008 – Il sogno
- 2009 – Un altro amore è possibile
- 2010 – How Deep Is Your Love
- 2010 – La vita è femmina
- 2010 – 6 la più bella storia della mia vita
- 2011 – Never Get Down
- 2013 – Free Your Love
- 2014 – I Don't Need You (Save The Woman)
- 2015 – La gabbia dell'amore
- 2016 – Spinball
- 2017 – Break It Off
- 2018 – Happy Weekend
- 2019 – Per te dei Canova
- 2020 – Strong Together
- 2021 – Siamo donne x Sky Rojo
- 2022 – Non sei sola (Bambole di pezza feat. Jo Squillo)

## Filmografia

### Regista
- Wall of Dolls – documentario (2016)
- Futuro è donna – documentario (2017)
- Donne & Libertà – documentario (2018)
- Donne in prigione si raccontano – documentario (2019)
- Matrimoni forzati – documentario (2021)
- Donne e anoressia – documentario (2022)
- La bellezza della rinascita – documentario (2023)

### Attrice
- Pirata! Cult Movie, regia di Paolo Ricagno (1984)
- Gole ruggenti, regia di Pier Francesco Pingitore (1992)
- La sciarpa, regia di Frizzi Maniglio – cortometraggio (2001)
- PositivE, regia di Alessandro Redaelli – documentario (2021)

## Programmi televisivi
- Scorribande (Antenna 3, 1991)
- Caccia al ladro (Canale 5, 1992)
- Il grande gioco dell'oca (Rai 2, 1993) – Co-conduttrice
- Festival di Castrocaro (Rai 1, 1993-1994) – Co-conduttrice
- Sanremo famosi (Rai 1, 1993)
- Bit Trip (TSI1, 1995)
- Kermesse (Rai 1, 1996)
- Una città per cantare (Rete 4, 1997)
- La città delle donne (Rete 4, 1998)
- TV Moda (Rete 4, 1999-2009; Italia 1, 2009-2011; Class TV Moda, 2002 - in corso)
- La fattoria 2 (Canale 5, 2005) – Concorrente
- ModaMania (Rete 4, La 5, 2011-2012)
- Mode (Rai 2, 2012-2015)
- Domenica In (Rai 1, 2014) – Opinionista
- Detto fatto (Rai 2,  2018-2022) – Tutor
- Ricominciamo da noi (Rete 4, 2018, 2020)
- Miss reginetta d'Italia (Rete 4, 2018-2021)
- L'isola dei famosi 14 (Canale 5, 2019) – Concorrente[26]
- Giù in 60 secondi - Adrenalina ad alta quota (Italia 1, 2020)
- Grande Fratello VIP 6 (Canale 5, 2021) – Concorrente
- Name That Tune - Indovina la canzone (TV8, 2022) – Concorrente
- Io&Te - Insieme a tutti i costi (Rai 2, 2022)
- Alessandro Borghese - Celebrity Chef (TV8, 2022) -  Concorrente
- Back to School 2 (Italia 1,  2023) -  Concorrente
- Tale e quale show (Rai 1, 2023) -  Concorrente
- La volta buona (Rai 1, 2024) -  Inviata al Festival di Sanremo

### Web
- Jo In the House (Instagram, 2020)
- Miss Italia (MissItalia.it, 2023)

## Radio
- Voglio un microfono (Radio Dimensione Suono, 1993)
- Tintarella di luna (Rai Radio 2, 1995)
- Festival Show (Radio Birikina, 2000)
- Doppio femminile (Rai Radio 1, 2010-2014)

## Partecipazioni a festival musicali

### Partecipazioni al Festival di Sanremo
| Edizione                 | Brani (autori - compositori)                                 | Interprete                   | Categoria | Piazzamento   |
| ------------------------ | ------------------------------------------------------------ | ---------------------------- | --------- | ------------- |
| Festival di Sanremo 1991 | Siamo donne (Giovanna Coletti)                               | Sabrina Salerno e Jo Squillo | Campioni  | 13º           |
| Festival di Sanremo 1992 | Me gusta il movimento (Giovanna Coletti - Gianni Mucciaccia) | Jo Squillo                   | Campioni  | Squalificata  |
| Festival di Sanremo 1993 | Balla italiano (Giovanna Coletti - Gianni Mucciaccia)        | Jo Squillo                   | Campioni  | Non finalista |

### Partecipazioni al Festivalbar
- 1983 - Avventurieri
- 1984 - I Love Muchacha
- 1985 - Roulette
- 1987 - O Fortuna
- 1990 - Whole Lotta Love

### Partecipazioni aSanremo Rock
- 1988 - My Love Has Not Time (remix)
- 1989 - Terra magica

### Partecipazioni al Cantagiro
- 1990 - Whole Lotta Love
- 1993 - Voglio un microfono, Non siamo mica tutti scemi
- 2005 - Un altro amore è possibile

### Partecipazioni ad Azzurro
- 1983 - Violentami sul metrò

### Partecipazioni al Festival italiano
- 1994 - Potresti essere tu

### Partecipazioni a Viva Napoli
- 1995 - Dove sta Zazà?